# Litobrenthia japonica
Litobrenthia japonica is een vlinder uit de familie van de glittermotten (Choreutidae). De wetenschappelijke naam van de soort is voor het eerst geldig gepubliceerd in 1930 door Syûti T. Issiki. Hij deelde de soort in bij het geslacht Brenthia. Alexey Diakonoff van het Rijksmuseum van Natuurlijke Historie te Leiden duidde de soort in 1978 aan als de typesoort van het nieuwe geslacht Litobrenthia.